# Паолучи (Беневенто)
Паолучи је насеље у Италији у округу Беневенто, региону Кампанија.
Према процени из 2011. у насељу је живело 30 становника. Насеље се налази на надморској висини од 747 м.